# Rio de Janeiro (tiểu vùng)
Rio de Janeiro là một tiểu vùng thuộc bang Rio de Janeiro, Brasil. Tiều vùng này có diện tích 4557 km², dân số năm 2007 là 10659722 người.